# Банкір (фільм, 1989)
«Банкір» (англ. The Banker) — американський трилер, що показує справжнє обличчя північноамериканських банкірів і інтерпретує на сучасний лад історію про Джекіла та Хайда.

## Сюжет
Детектив Ден Джефферсон проводить розслідування злочинів проти жінок легкої поведінки. Джейні та Мелані — дві чергові жертви вбивці, який удекнь веде пристойний спосіб життя, керуючи банком. А ночами банкір-вбивця Осборн виходить з арбалетом, починаючи азартне полювання на повій, примовляючи собі під ніс щось із Ніцше. Своє розслідування веде і Шерон Максуелл, телеведуча з 3-го каналу.

## У ролях
- Роберт Форстер — Ден
- Дункан Реджер — Осборн
- Шанна Рід — Шерон
- Джефф Конвей — ковбой
- Лейф Гарретт — Фауле
- Річард Раундтрі — лейтенант Хьюз
- Хуан Гарсія — Едді
- Майкл Фейрман — Фред
- Дебра Ріхтер — Мелені

## Цікаві факти
- Розповсюджувачем на радянському відеоринку була компанія West Video.

- Відеостарт у СНД: 18 квітня 1998 року.
- Відповідно до Системи вікової класифікації кінопоказу в Радянському Союзі, фільм має категорію: «Фільм дозволений для показу глядачам, які досягли 16 років».